# Уд
Уд (араб. عود, вірм. Ուդ, ассир. ܥܘܕ — ūd, тур. ud або ut, грец. ούτι, азерб. ud, івр. עוד — ud) або Барбет (перс. بربط — barbat) — струнний щипковий інструмент. Широко розповсюджений в країнах Закавказзя, Середньої Азії та Близького Сходу з VI століття. На європейський континент був занесений арабами, зокрема  в Іспанію, а пізніше, уже за назвою лютні, широко поширився в країнах Старого світу.

## Будова
Уд складається із трьох частин: корпуса, у вигляді груші, шийки й голівки. Корпус виготовляється з таких видів дерева, як груша, горіх або сандал. До голівки уда прикріплюються кілки, за допомогою яких настроюються струни. На сучасних азербайджанських удах натягують звичайно 6 струн, п'ять із яких бувають парні, а одна одинарна. Струни виготовляються із шовкової нитки, особливого капрону або кишок барана. У країнах Середньої Азії, наприклад в Туркменістані, уд складається з п'яти струн і не має при цьому ладів. Стрій — кварто-секундовий.

## Етимологія
В буквальному перекладі з арабської мови слово «уд» означає «тонкий шматок дерева». Це може стосуватися дерев’яного плектру, який традиційно використовується для гри на уді, тонких дерев'яних смужок, які використовуються для задньої частини, або дерев'яної деки, яка відрізняє його від подібних інструментів із шкіряним корпусом, але при цьому також може перекладатися, як вказують інші джерела, як «лебедина шия», завдяки зовнішньому вигляду інструмента .
Нещодавні дослідження Екхарда Нойбауера доводять що ‘ud просто є арабізованим варіантом перського слова rud, що має значення струни, струнного інструменту..

## Гра на інструменті

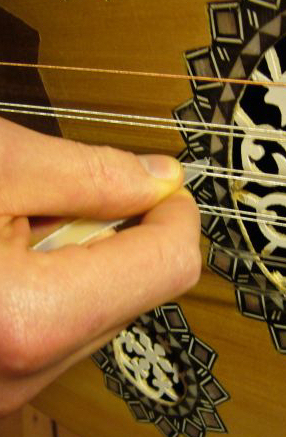
Гра на уді плектром

Під час гри на уді його корпус ставиться на праве коліно в горизонтальному положенні. Лівою рукою виконавець підтримує уд за шийку та притискає струни до ладів, правою — притискає до грудей і грає по струнах за допомогою плектру.

## Відомі виконавці
- Абу-Халіль Рабі
- Мохаммед Абд-аль-Вахаб
- Ахмед Абдул-Малік
- фолк-метал гурт Orphaned Land

## Галерея

Виконання в різних країнах
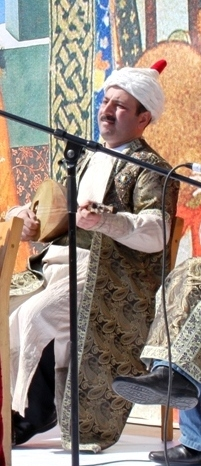
В Азербайджані під час свята Новруз
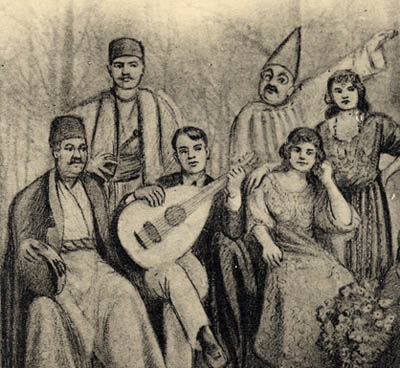
В Багдаді, Ірак, 1920-ті
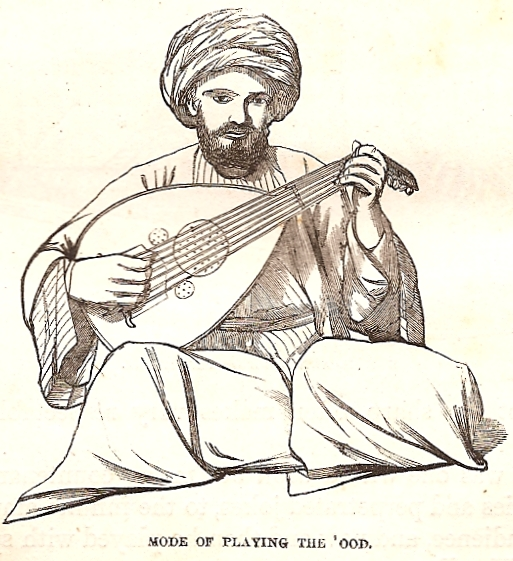
В Палестині (за Томсоном), 1859
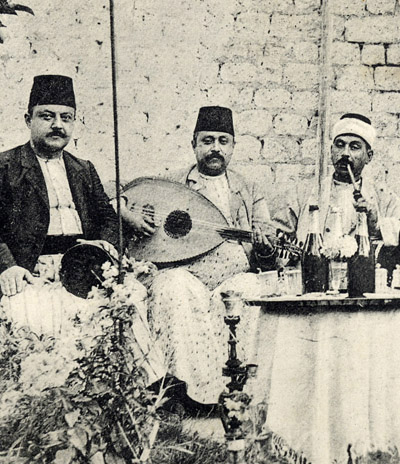
В Алеппо, Сирія, 1915
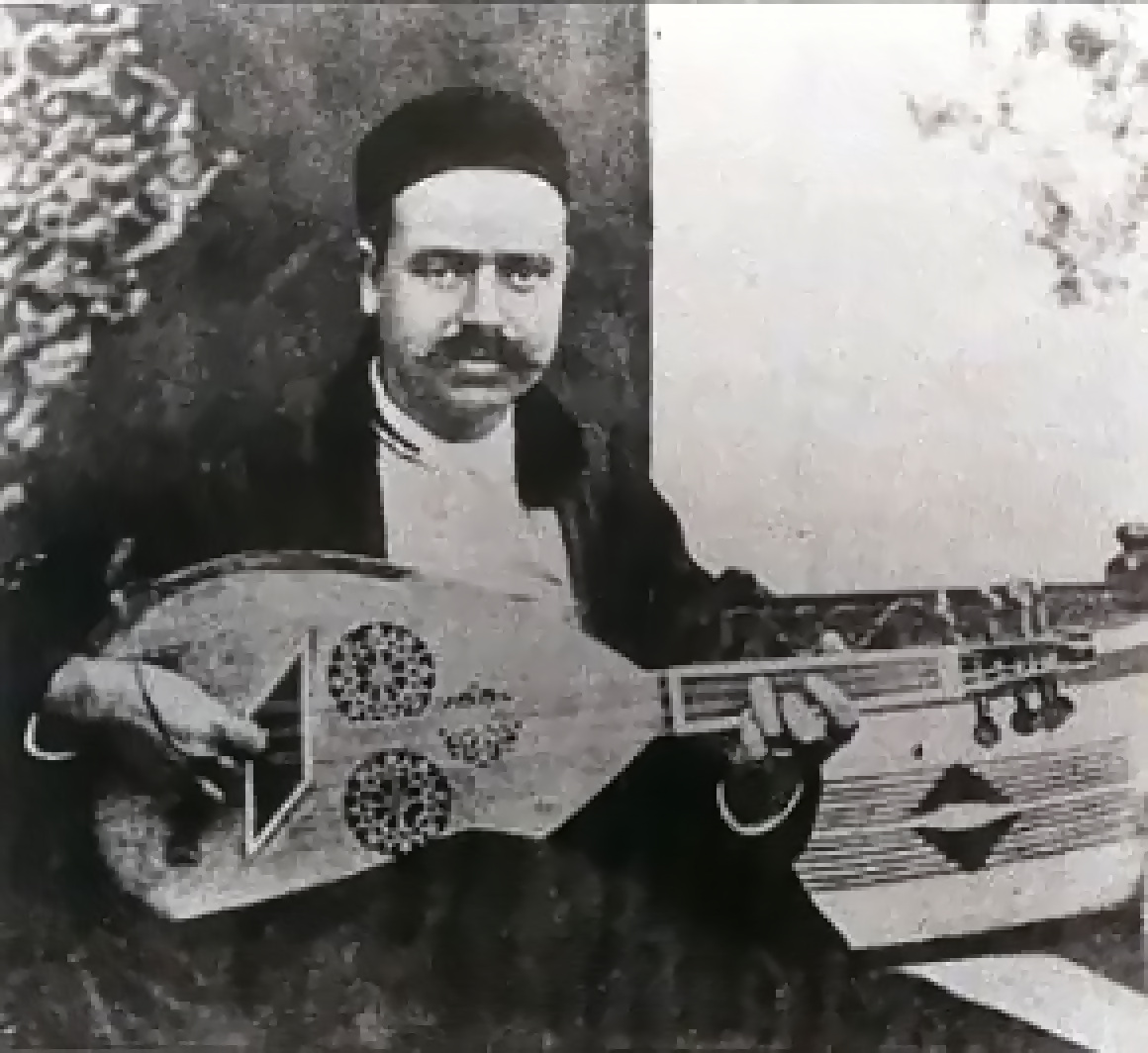
В Тунісі, 1832